# Per Kirkeby
Per Kirkeby   (Copenhaguen, 1 de setembre de 1938 - Copenhaguen, 9 de maig de 2018) va ser un pintor, escultor, director i realitzador de pel·lícules i escriptor danès.

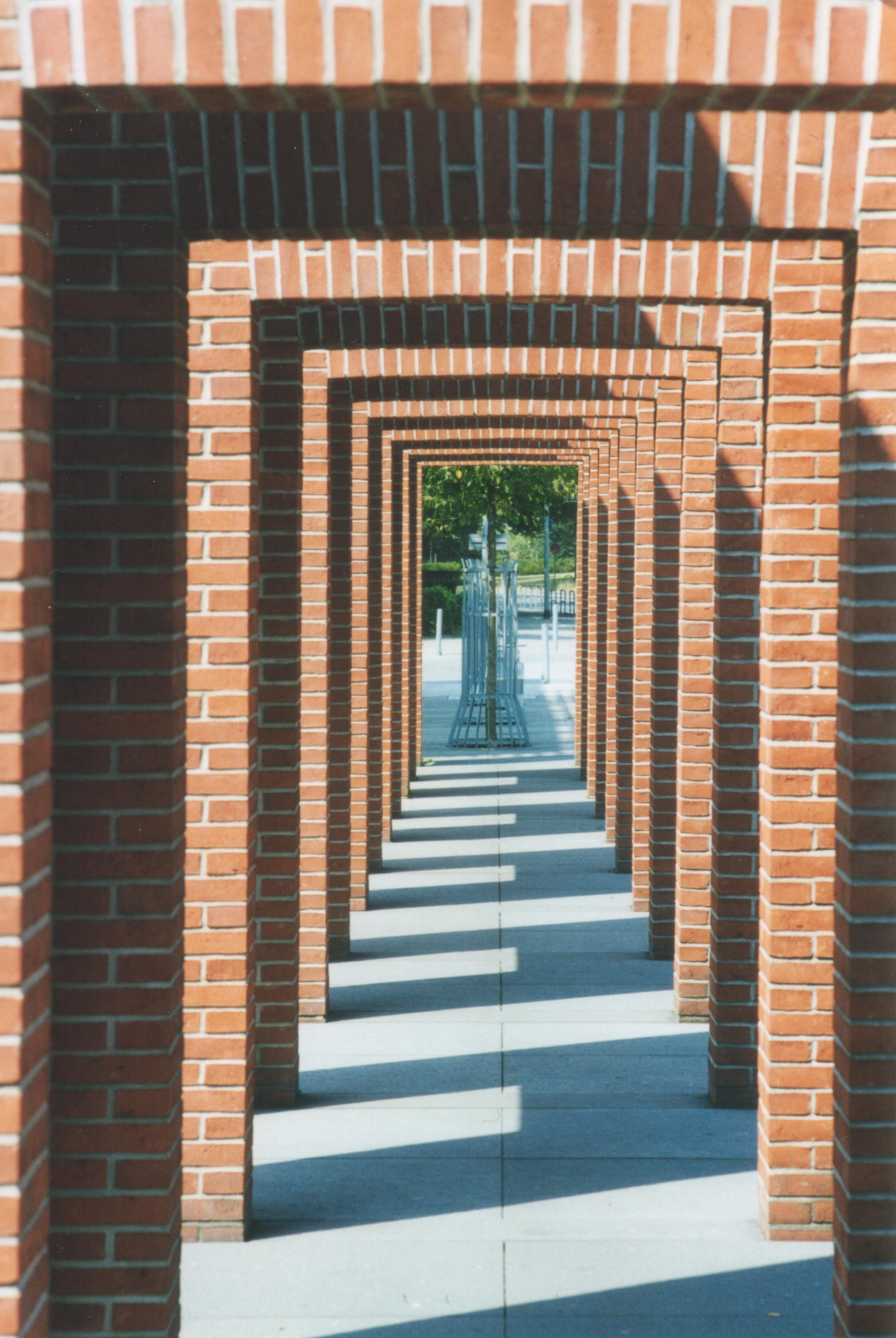
Escultura realitzada per Kirkeby al davant de la Biblioteca Nacional d'Alemanya de la ciutat de Frankfurt.

Va ser especialment conegut a Alemanya, Anglaterra i als Països Catalans, on diversos museus li han dedicat retrospectives i on és reconegut com un dels més importants artistes europeus. S'inicià a la pintura a l'edat de 14 anys. Lleugerament dislèctic, preferí ràpidament expressar-se mitjançant el dibuix. Va seguir estudis de ciències naturals a la Universitat de Copenhaguen i participà, de 1958 a 1965, en nombroses expedicions científiques com a geòleg.
En 1971, va ser Comissari nacional representant Dinamarca a la Biennal de París. Participà amb escultures a la nova Òpera de Copenhaguen, inaugurada el 2005.
Va publicar també poemes i novel·les, i entrà a l'Acadèmia danesa el 1982. És un admirador de l'arquitectura dels Maies, de Cézanne, Manet, Madame de Staël, Eugène Leroy.